# Avec le temps (les chansons d'amour de Léo Ferré)
Pour les articles homonymes, voir Avec le temps.
Avec le temps (les chansons d'amour de Léo Ferré) est un 33 tours de compilation de Léo Ferré, paru en 1972.

## Genèse
La chanson Avec le temps, initialement prévue pour figurer sur le deuxième volume de l'album Amour Anarchie, puis écartée par la maison de disques Barclay, sort finalement la même année en 45 tours et obtient un très grand succès public, le plus grand pour Ferré depuis C'est extra en 1969.
En 1972, afin que ce titre « existe » aussi en 33 tours, il est décidé de sortir un LP de compilation autour du thème de l'amour selon Léo Ferré.

Pour les besoins de ce disque, Ferré réenregistre une nouvelle version, cette fois parlée, de La Vie d'artiste, ainsi qu'un titre moins connu, extrait de l'album Ferré 64 : La Gauloise. L'artiste - qui ne fumait que des Celtiques (voir l'album La Frime) - modifie légèrement les paroles et le titre de cette chanson, qui devient La Gitane.

## Titres
Textes et musiques sont de Léo Ferré. 
| 1.  | La Vie d'artiste | 3:34  |
| 2.  | On s'aimera      | 4:06  |
| 3.  | Ça t' va         | 3:04  |
| 4.  | La Gitane        | 3:13  |
| 5.  | Le Bonheur       | 2:38  |
| 6.  | À toi            | 4:18  |
| 7.  | La Lettre        | 3:26  |
| 8.  | Cette blessure   | 3:58  |
| 9.  | L'Amour fou      | 4:56  |
| 10. | Avec le temps    | 4 :28 |

## Musiciens
- Léo Ferré : piano (piste 1)

## Production
- Arrangements et direction musicale : Jean-Michel Defaye (à l'exception de la piste 1)
- Prise de son : Gerhard Lehner (à l'exception de la piste 1 ?)
- Production exécutive : Richard Marsan
- Crédits visuels : Patrick Ullmann, Alain Marouani